# جورجيو موربياتو
جورجيو موربياتو (بالإيطالية: Giorgio Morbiato)‏ مواليد 30 يوليو 1948 في بادوفا، هو دراج إيطالي سابق. سبق أن شارك في دورة الألعاب الأولمبية الصيفية وفاز بميدالية أولمبية.

## الميداليات
| الميدالية | المسابقة                       |
| --------- | ------------------------------ |
| برونزية   | الألعاب الأولمبية الصيفية 1968 |

## روابط خارجية
- جورجيو موربياتو على موقع أرشيف الدراجات (الإنجليزية)
- جورجيو موربياتو على موقع إحصائيات الدراجات الإحترافية (الإنجليزية)
- جورجيو موربياتو على موقع CycleBase (الإنجليزية)
- جورجيو موربياتو على موقع أوليمبيديا (الإنجليزية)
- جورجيو موربياتو على موقع اللجنة الأولمبية الإيطالية (الإيطالية)
- http://www.sports-reference.com/olympics/summer/1968/CYC/mens-team-pursuit-4000-metres.html